# 未来のアラブ人
『未来のアラブ人』（原題: L'Arabe du futur）とは、シリアの血を引くフランス人漫画家リアド・サトゥフによるバンド・デシネ作品。作者の幼少期を描いたメモワールであり、2014年に刊行された第1巻はアラブ社会主義体制下にあった1980年前後のリビアとシリアで過ごした6歳までの経験を扱っている。この巻はアングレーム国際漫画祭の最優秀賞を受賞した。22言語以上で刊行され、世界で200万部を売り上げるベストセラーとなった。2019年には日本語版第1巻が出された。
汎アラブ主義に傾倒していたサトゥフの父親は、強い指導者と教育によってアラブ世界が生まれ変わることを夢見ており、息子を「未来のアラブ人」として育てようとする。冒頭では「アラブを変革するぞ！ 宗教に頼らず教育で近代化を目指すんだ… 僕ならいい大統領になるよ」と宣言する。その後アラブ世界がたどった歴史はすでに明らかだが、作中では後世の観点による解説や論評は最小限に留められ、作者が実際に見聞きしたことが幼児の目線でユーモラスに表現されている。アダム・シャッツは本作を、幼児の目に映った時代の空気を再現した「汎アラブ主義の失われた未来へのタイムトラベル」と呼んだ。

## あらすじ

### 第1巻
作者リアド・サトゥフは長いプラチナブロンドの髪をした愛くるしい幼児として描かれる。1978年にフランスで生まれたリアドは、無口なフランス女性クレモンティーヌと、大言壮語癖のあるシリア男性アブデル・ラザック・サトゥフの第一子だった。二人が親しくなったのは、ソルボンヌ大学のカフェテリアで女性の気を引こうとして空回りしていたアブデル・ラザックにクレモンティーヌが同情したのがきっかけだった。フランス語を妻に添削されながら歴史学の博士論文を書き上げたアブデル・ラザックは、オックスフォード大学からのオファーを蹴ってリビアの大学で教えることを選び、1980年に妻子を連れてトリポリに渡った。
リビアのムアンマル・カダフィ首相はジャマーヒリーヤ（大衆国家）体制を唱え、私有財産制を廃止した。それはつまり、どの住宅にも鍵が取り付けられておらず、自由に占有して構わないということだった。サトゥフ家が支給された住宅は留守中に乗っ取られてしまい、外国人向けの団地に移ることを余儀なくされる。幼いリアドはカダフィ政権のプロパガンダや食料不足と配給のもとで日々の暮らしを送る。やがて、異なる社会階級の間で職業を交換する法律が制定されるに至って、アブデル・ザラックは2年間に及んだリビア生活を断念する。
一家はクレモンティーヌの実家にいっとき寄宿する。昔ながらの生活が残っているブルターニュの田舎で、リアドは祖母から昔の体罰の思い出を聞かされ、中世のような質素な暮らしを営んでいる年配の隣人と出会う。
アブデル・ラザックは祖国シリアの大学に職を得て、ホムスに近い故郷の村テル・マアレに移り住む。一家は親戚一同に迎えられるが、金髪のリアドは2人のいとこに「ユダヤ人」と罵られて暴力を受ける。父親どうしの間にも財産を巡るいさかいが存在する。この土地でリアドは、性別や宗派の分断、検閲、汚職、劣悪な衛生状態、ひどい貧困を目の当たりにする。ここでも指導者ハーフィズ・アル＝アサドは個人崇拝を強要しているが、カダフィに比べて「あまりカッコよくないし…ずる賢く見えた」と感じる。アブデル・ラザックはリアドを地元の学校に通わせようとするが、クレモンティーヌは子供の集団が犬をなぶり殺しにしているのを目撃して動顛し、通学に反対する。
一家は前触れなくブルターニュに戻る。リアドは解放感に浸り、フランスでの新生活に期待する。オフショア銀行口座からリビアでの給与を引き出したアブデル・ラザックは、故郷に念願の大邸宅を建てようと計画する。リアドは夏休みが終わったことを知らされ、いじめっ子の待つ学校に通わなければならないと告げられる。

## 制作背景
本作は作者リアド・サトゥフにとって最初の自伝的コミックである。サトゥフはアラブ系作家の枠に嵌められることを嫌っており、それまでバンド・デシネ作家、映画監督として活躍しながら作品に民族的アイデンティティを取り入れてこなかった。あるインタビューでは、アラブ系を売り物にするには「プライドが高すぎたのかも」と言っている。しかしいつか回想記を描くことは頭にあった。2004年には同業のジョアン・スファールの勧めによって「100%自伝」のティーン向け絵本 Ma Circoncision（僕の割礼）を描いている。この作品はリビアとシリアにおける貧困や学校での体罰を扱っていた。しかしサトゥフは同作の出来に満足しておらず、『未来のアラブ人』を刊行するにあたって同じ題材を納得のいく形で描き直そうと考え、出版社の在庫を買い取って絶版にした。
2011年、サトゥフがシリアの家族をフランスに呼び寄せようとしていた矢先にシリア内戦が勃発した。移民局との交渉は極度に込み入ったものとなった。憤懣を覚えたサトゥフはこの経験を作品化しようと考え、物語をそもそもの初めから語らなければならないと思い至った。それが本作を執筆した直接的な動機だという。当時サトゥフは近未来のアラブ世界を扱ったSFを構想していたが、自身の体験をメインにして描くことに決めた。内戦のニュース自体も大きな衝撃であり、「すべてが崩壊する」思いに駆られたという。自身の経験からは、シリアの将来に他国のような希望を持つことはできなかった。後にテレビのトーク番組で「僕がこの話を書かなければ、本当はどうだったのか伝える人がいなくなってしまう」「心のどこかで、一族があんな暮らしをさせられていたことが許せないと思っている」と述べている。
原書第1巻が刊行された2014年ごろは、フランスにおいてムスリム移民に関する社会不安が高まっていた時期だった。翌年1月には『シャルリー・エブド』誌を対象とするムスリムテロ事件が起きた。サトゥフは直前まで同誌で連載を持っており、犠牲者の多くは知人だった。サトゥフは『シャルリー』誌の挑発的な諷刺性に同調しておらず、テロの引き金となったムハンマドの諷刺画にもかかわっていなかったが、同誌唯一のアラブ系バンド・デシネ作家として移民問題やアラブ情勢への意見表明を求められることは避けられなかった。本作もそうした観点から過剰に政治的な意味を読み取られることがあった。サトゥフは本作が中東一帯やシリアの情勢を解説するものではなく家族の個人的な体験に過ぎないと主張し、インタビューで政治的な質問を向けられると、ほとんど韜晦的にふるまった。サトゥフは表現の自由を強く支持しているものの、フランス国内で「私はシャルリー」というスローガンのもとで『シャルリー』誌への連帯が叫ばれ始めると、そこにシリアで見たのと同じナショナリズムの影を感じずにいられなかった。

## 作風とテーマ

### 幼児の視点
作者は、見た物をそのまま受け入れる幼児の視点によって、大人が目を向けない矛盾や不合理を浮き彫りにすることができると語っている。独裁者への個人崇拝や過激な政策も、幼児にとっては当たり前にそこにある物である。「子供は判断を下さないし、親は偉いものだと思ってる」「[幼児の視点で見ると]リビアでは … どこにでもカダフィがいた。いろんな制服を着て、ものすごくかっこよかった。ロックスターみたいだった」
作者は現在でも幼児期の体験を鮮明なイメージとして思い起こせると述べている。記憶は視覚や聴覚、嗅覚と結びついており、それが作品に反映されている。幼いサトゥフは周囲の人間を、香水やお香、汗や傷んだ食べ物のような特徴的な匂いで認識する。インタビューでは「僕が好きな匂いをさせる人たちは、たいてい僕にいちばん優しい人たちだった。今でもそうだ」と語っている。父とともに食べたクワの実の味や、朝早くに聞いた祈祷の声も生き生きと描写されている。
制作にあたっては、歴史の調査は行わずもっぱら記憶に頼ったという。作中で歴史的・社会的背景が説明されることはほとんどない。あるインタビューでは幼児期に聞いた言葉の意味までは覚えていないと言っており、作中の会話の多くは執筆時に再構成されたものである。作中における幼い主人公の経験が現在の作者の視点を強く反映している可能性は数人の評者によって指摘されている。作者は「不正確な部分があってもかまいません。自分のために描きたかったのです」と語っている。

### 作画
新聞漫画を思わせる単純で誇張された絵柄が用いられており、「子供の感覚を呼び起こす」と評されている。人物の目はしばしば点で、眉は一本の線で描かれ、表情は豊かにカリカチュア化される。サトゥフ自身は画面の中で特に小さく描かれ、幼児期の傷つきやすさや周囲との異質性が強調されている。全編を通してページはシンプルに3段にコマ割りされており、1段ごとのコマの数が時間や集中力の持続を表している。作者はこのスタイルを効果的に用いて微妙なニュアンスを作り出している。
絵は基本的に白黒の線画で描かれ、さらに1～2種類の色で彩色が施されている。フルカラー印刷の時代には簡素に見えるこのスタイルは、セスやダニエル・クロウズ、ベン・カッチャーによる90年代の作品を思わせる。本作はナショナリズムを一つのテーマとしているため、それぞれの章のカラーパレットは舞台となる国の国旗から取られているという。たとえばシリアの章ではピンク、赤、緑の3色が使われる。シーンの基調となる色は、「フランスはブルターニュの海にちなんだ青、日差しが強くて暑いリビアは黄色、鉄分を含んだ土地のシリアは赤」と決められた。これにより、シーンが移るたびに画面の印象ががらりと変わり、文化のまったく異なる国を行き来する主人公の感覚をうかがい知ることができる。事物にも決まった色があり、ラジオや軍帽は赤、テレビ画面は緑で描かれる。また赤いふきだしは怒鳴り声や暴力と、緑色は非言語コミュニケーションと関係づけられる。

### 父母の描写
幼いリアドは父親を英雄視するが、アブデル・ラザックの描かれ方は単純ではない。高等教育を受け、高い理想を持ち、愛情深い父親でもあると同時に、シリア社会の偽善性、性差別、人種差別を受け入れてもいる。妻と子供に対しては父権的に振る舞う一方で、母親や兄との関係では幼児のようになる。世俗的な近代人として酒や豚肉を口にするが、息子にはコーランの読み方を学ぶように言う。このような父の姿は本作の大きな部分を占めている。作者は「父の中にあった近代と因襲のパラドックスを表現したかった」と述べており、良い面も悪い面もそのまま描いたという。アブデル・ラザックは自尊心を傷つけられたときに「鼻をかき、匂いをかぐ」癖があり、物語が進むにつれて何度もその姿を見せることになる。
アブデル・ラザックは欠点こそ多いが魅力ある興味深い人物だとする批評家は多く、アダム・シャッツは『ニューヨーカー』誌でこう書いている。「ユダヤ人、アフリカ人、そして何よりシーア派への暴言を考えに入れても、[アブデル・ラザックには]奇妙な愛らしさがある。アラブのアーチー・バンカーといえる」「本書の大きなドラマは、リアドの冒険ではなく、その父親がゆっくりと伝統に屈していく姿にある」 ライラ・ララミはニューヨーク・タイムズ紙への寄稿でサトゥフの父親アブデル・ラザックの描かれ方を取り上げ、若い理想主義者から権威主義的な、しかし無力な偽善者への紆余曲折を論じた。
母親の描写があっさりしている点は作品の短所として挙げられることもある。作者によると現実の母親は、その世代の多くと同じく主婦として家庭を守ることを良しとする女性だった。彼女はブルターニュのカトリック家庭に生まれ育ったが、結婚してからは夫の決断に従ってリビアやシリアに同行し、現地のイスラム社会に混じって生活した。作中のクレモンティーヌも積極的な役割を果たすことは少ないが、家族の中では冷静な存在として描かれており、カダフィの政治思想に共鳴する夫に目を丸くする様子は『ザ・シンプソンズ』のマージに例えられている。アーシュラ・リンゼイはアラブ社会の不合理を内部から観察するクレモンティーヌが西洋人読者の視点を代理していると述べた。

### テーマ
アーシュラ・リンゼイはいくつものディスパリティ（不均衡）がこの物語に緊張をもたらしていると述べ、その例として、幼く無知なリアドと知識のある読者や父親、あるいは当時のアラブ諸国にあった希望と空洞化した現在を挙げた。サトゥフの父は息子に「未来のアラブ人」を夢見たが、その息子は一切のナショナリズムを嫌悪するコスモポリタンに育った。作者は単一のイデオロギーに沿って書かれた作品よりも、二通りの解釈ができる作品が理想だと述べている。本作の父親が不愉快で最低だと思う読者と、人間的な弱さを持った心を打つキャラクターだと考える読者が両方いるのが望ましいという。

### 影響
サトゥフは吾妻ひでおの『失踪日記』仏語版を愛読書に挙げている。アルコール依存症やホームレス生活の悲壮さを包み隠さず、それでいてユーモラスに描いた同書が「私自身の物語を描くための勇気を与えてくれた」といっており、「過酷な現実、辛かったり悲しかったりする思い出を、どうコミカルに描くか」という点で影響を受けたという。ショッキングな出来事でも善悪の評価を交えず起こった通りに描き、判断を読者に任せるストーリーテリングのスタイルは水木しげるから強く影響されている。作為を排し、なおかつ強烈な読書体験を与える水木の自伝漫画は一つの理想だという。本作の第2巻を描いている間は水木の『コミック昭和史』を読み続けていたとも語っている。そのほか本作の参考にした作品としてはクリス・ウェアや「タンタン」の名を挙げている。

## 評価

### 批評家の評価

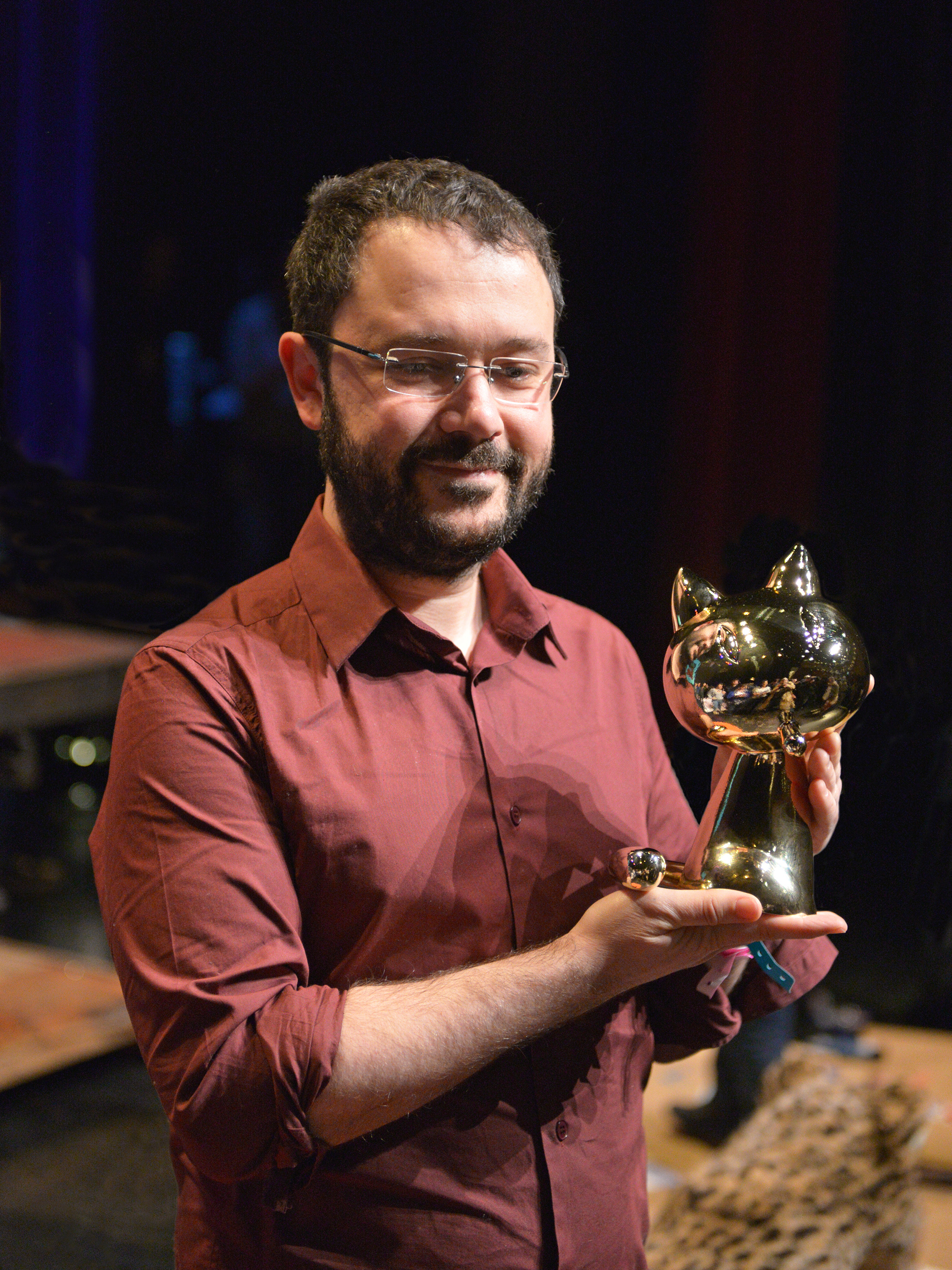
2015年のアングレーム国際漫画祭で本作に授与されたトロフィーを持つ作者。

『未来のアラブ人』原語版は批評家から称賛され、政治傾向の左右を問わず各マスコミから高い評価を与えられた。あまりバンド・デシネを読まない層にも浸透し、作者サトゥフにとっても刊行時点で最大のヒット作となった。イラン革命を体験した作者による自伝的グラフィックノベル『ペルセポリス』や ホロコーストを扱った古典『マウス』とは比較されることが多い。
第1巻は2015年アングレーム国際漫画祭の最優秀賞を受賞した。翌年にも第2巻が同じ賞にノミネートされている。2019年時点で22言語に翻訳されており、フランスのほかイギリスのベストセラーリストにも載った。アメリカの出版業界誌『パブリッシャーズ・ウィークリー』は自伝的グラフィックノベルなど複数のベストリストに本作を載せている。イギリスのガーディアン紙でも第1—3巻がそれぞれグラフィックノベルの年間ベストリストに挙げられている。
ル・モンド紙は作者リアド・サトゥフが本作で「同じ世代の漫画家の中で最良の一人であることを証明した」としている。『アーティスト』でアカデミー監督賞を受賞したミシェル・アザナヴィシウス監督は本書を次のように推薦した。「本気で面白く、刺すように率直なリアド・サトゥフが語るのは、風変りで悩み多き家族の壮大な物語である。優しさ、思慮深さ、鋭い明晰さをもって書かれた『未来のアラブ人』は、形式を超えて文学の傑作となる本の一冊だ」ニューヨークタイムズ紙は本作を「洗練された絵で描かれた、数奇な体験談の数々は笑劇とのボーダーライン上にある … 心がざわつく必読の一冊」と評した。シリアに滞在した経験がある漫画家ヤマザキマリは本書が「アラブ世界の理解を深めてくれる興味深い作品」だとした。父子関係を扱ったメモワール『ファン・ホーム』の作者アリソン・ベクダルは「サトゥフはチャーミングで力強い絵によって、また生き生きと再現された感覚によって、複雑で腐敗し妄想に満ちた不可解極まる大人の世界が子供の目にどう映ったかを教えてくれる」と述べている。
日本語版第1巻は2020年に第23回文化庁メディア芸術祭マンガ部門で優秀賞を受賞した。審査員の川原和子は「希有な体験の貴重な記録」とともに表現の巧みさを称賛した。『フリースタイル』誌の「THE BEST MANGA 2020 このマンガを読め！」特集では6位に挙げられた。

### 社会の反応
アラブ研究者を中心とするフランス知識人層の間では、ライシテ（政教分離）の伝統が反ムスリム感情と結びつきがちなフランスの社会状況において、本書がアラブ世界の負の面だけを素朴に描き出したことを批判する向きもある。本作が人気を集めた原因を、白人の優越感を刺激するマーケティングに求める論者もいた。クリス・レインズ・チクマによると、本作のユーモアの多くは、シリアの子供がイスラエル兵の人形を斬首する描写のように、アラブ人の奇妙さや残酷さを笑い者にする形を取る。シリア社会がこのように軍国的になった歴史的経緯は語られないため、読者はそれがアラブ人本来の性情だと思いかねない（当時のシリアは戦争や政変を経たばかりの不安定な情勢にあり、物語の舞台から遠くないハマーの反乱が虐殺によって鎮圧されたのは記憶に新しかった）。作中でアラブ社会の良い面が描かれることもほとんどない。ロラン・ボヌフォアは本作が「アラブ人は汚く、暴力的で、後進的で、例外なく愚かで、粗野で、頑迷で、言うまでもなく反ユダヤだ」というオリエンタリズム的な偏見を強化すると書いた。Yves Gonzalez-Quijanoはサトゥフを「トークン・アラブ人」と呼び、「悪質な差別的内容」であってもアラブ系の作者が書いたことで受容されてしまうと述べた。フランス国外でも、アラブ圏の漫画家の中にはレバノン人Lena Merhejをはじめ本作を批判する者がいる。
作者は人種差別的な意図を否定しており、シリアのテル・マレエもフランスの郷里も人々の考え方や文化面で共通点が多いと述べている。それらの間の最も大きなギャップは経済格差だという。パレスチナ人の作家・外交官エリアス・サンバーは本作を弁護して「面白くて共感のこもった」作品と呼び、問題はフランスの読者がたった1冊の本を読んだだけでシリア社会を理解した気になることだと述べた。ジャン＝ピエール・フィリウは本作が「カダフィやアサドが思い描いた「未来のアラブ人」ではなく、現実のアラブ人が受けている苦難」に対するフランスの共感の証だと述べた。本作で扱われている全体主義体制や検閲・配給制度はアラブ世界の多くで現在も見られるものであり、『ニューヨーカー』はフランスの移民・亡命者の間で本作の率直な描写が支持されていると伝えている。マシアス・ヴィーヴェルは『コミックス・ジャーナル』のコラムで、本作が少なくとも部分的にはアラブ文化を批判する意図があるとした上で、反感を買うことをおそれずに「清々しいほど正直で、そのうえ極めて読みやすくて面白い」作品にしたことを称賛した。

## 書誌情報
全6巻。フランス語版第4巻はフランスで書籍総合売上ランキング1位を占めた。
1. L'Arabe du futur 1: Une jeunesse au Moyen-Orient (1978-1984), 2014年5月15日 ISBN 978-2370730145
2. L'Arabe du futur 2: Une jeunesse au Moyen-Orient (1984-1985), 2015年6月11日 ISBN 978-2370730541
3. L'Arabe du futur 3: Une jeunesse au Moyen-Orient (1985-1987), 2016年10月6日 ISBN 978-2370730947
4. L'Arabe du futur 4: Une jeunesse au Moyen-Orient (1987-1992), 2018年9月27日 ISBN 978-2370731258
5. L'Arabe du futur 5: Une jeunesse au Moyen-Orient (1992-1994), 2020年11月1日 ISBN 978-2370733528
6. L'Arabe du futur 6: Une jeunesse au Moyen-Orient (1994-2011), 2022年11月1日 ISBN 978-2370734242

2019年7月に花伝社から鵜野孝紀の翻訳による日本語版第1巻「未来のアラブ人 中東の子供時代 (1978-1984)」が出た。2024年現在、第4巻までが刊行されている。
1. 『未来のアラブ人:中東の子ども時代(1978―1984)』、2019年7月26日 ISBN 978-4763408945
2. 『未来のアラブ人2:中東の子ども時代(1984―1985)』、2020年4月6日 ISBN 978-4763409218
3. 『未来のアラブ人3:中東の子ども時代(1985―1987)』、2020年11月9日 ISBN 978-4763409409
4. 『未来のアラブ人4:中東の子ども時代(1987―1992)』、2024年9月9日 ISBN 978-4763421326